# Movistar TV (Argentina)
Movistar TV es un servicio de televisión de pago por fibra óptica propiedad de Movistar Argentina, lanzado oficialmente en octubre de 2018 en aquel país.
El sistema fue lanzado luego de que el Gobierno argentino permitiera a las compañías telefónicas ofrecer servicios de televisión, operación que previamente estaba prohibida.

## Cobertura
- Gran Buenos Aires
- Mar del Plata
- Bahía Blanca
- Neuquén
- Bariloche (Río Negro)
- Mendoza
- San Juan
- Santa Rosa